# كاري كيرانين
كاري كيرانين (بالإنجليزية: Carrie Keranen)‏ هي ممثلة أمريكية، ولدت في 16 يناير 1976 في الولايات المتحدة.

## وصلات خارجية
- كاري كيرانين على موقع IMDb (الإنجليزية)
- كاري كيرانين على موقع ANN person (الإنجليزية)